# Аврамов камък
Скално-култовият комплекс Аврамов камък се състои от множество издълбани в скалните масиви на рида Мечковец шарапани и улеи, които обхващат местностите Аврамов камък и Пожарището. Намира се на 2 km югозападно от с. Минерални бани (Област Хасково), от дясната страна на пътя водещ до връх Аида, (Северозападни Родопи) и е разположено в местностите Аврамов камък и Пожарището.

## Описание и особености
Първата шарапана в м. Аврамов камък е разположена в посока север-юг и има елипсовидна форма с диаметър 1,50 m и височина в горния край 0,70 m. Дъното на голямото корито оформено при съоръжението е наклонено към по-малко издълбано в скалата корито. По краищата на съоръжението е оформен бюрдюр, който е силно изронен в някои зони. Голямото корито завършва в долния си край с чучур, оформен над малкото корито, предназначен да извежда течностите. Малкото корито е издълбано на равно място в скалата и дълбочината му е 0,40 – 0,50 m, а диаметърът му 0,95 m. Тази двуделна шарапана е в сравнително по-добре запазено състояние от другите две намиращи се в същата местност.
Втората шарапана е издълбана в югозападната страна на скалния масив, като от нея са запазени само дъното с част от отворът служещ като чучур. През 1930-те години Дончо Цончев описва паметника като значително по-добре запазена двуделна шарапана с две своеобразни корита издълбани в скалата свързвани помежду си с малък канал.
Третата шарапана е разположена в южния край на скалите и е силно ерозирала. Горната ѝ част е с формата на неправилен полукръг. Дъното и стените на паметника се рушат от естествената ерозия на скалата.
Четвъртата шарапана се намира на 6,5 m от първата и е издълбана на равно място, върху каменната основа на площадката на Аврамов камък. Паметникът е с формата на неправилен кръг – като диаметърът на големия дял е около 1,50 – 1,70 m, а дълбочината му е около 0,05 m, с нисък, изронен бордюр и неравно дъно. В долния край на голямата изсечена в скалата вана е оформен чучур изведен почти до средата на по-малкото корито, което е с добре оформен бордюр, а дълбочината му е 0,50 m, а диаметърът – 0,85 m.
Петата шарапана се намира на около 2 m след втората площадка на Аврамов камък. Обектът е разположен в посока север-юг и е издълбан в малка скала, където се наблюдава дълбоко вкопаване с диаметър 1,55 m и височина в горния край 1,10 m, а в долния 0,20 m. Наклонът под който е издълбана скалата е голям, а дъното много добре изгладено. Бюрдюрът е висок и овален, а зад него в скалата е вкопан улей широк 0,10 m. Чучурът е със закрита част и отвежда течността почти в средата на голямото корито. Това е и най-добре запазената шарапана в местността.
По сведения на местните хора, надолу по склона на връх Аврамов камък в местността Шарапаните са запазени още две шарапани, които са обрасли в тръни и бурени, а преди години броят на тези паметници бил много голям, но в последните петдесет години са системно унищожавани от иманяри или премахвани, за да се разшири обработваемата площ на терена.
Територията на комплекса продължава надолу по склона на рида, където над село Горно Брястово е хълмът Пожарището, където са изградени още няколко култови обекти в древността.